# Lukavice na Moravě (nádraží)
Lukavice na Moravě (do roku 1945 Lukavice, německy Lukawetz) je železniční stanice v obci Lukavice v okrese Šumperk. Nachází se v nadmořské výšce 265 m na železniční trati Česká Třebová – Přerov, v km 47,340.

## Historie
V roce 1845 byla u Lukavic postavena olomoucko-pražská železniční trať společnosti Severní státní dráhy (NStEG) se železniční stanicí V. třídy. Byl zde postaven přízemní patrový strážní domek s čekárnou. Zvýšení důležitosti stanice nastalo po připojení vlečky bratří Kleinů k rudným dolům. NStEG původní zastávku změnila na stanici a strážní domek prodloužila o tři metry. Při zdvoukolejnění byla staniční budova snesena a postavena nová výpravní budova.
V rámci modernizace II. železničního koridoru (od srpna 2005 do října 2008) byly ve stanici položeny nové koleje a přibylo jedno ostrovní nástupiště, přístupné zastřešeným podchodem s výtahem a vybavené přístřeškem.
Stanice nezajišťuje odbavení cestujících, k dispozici je bezbariérové WC.
Stanice je dálkově řízena Centrálním dispečerským pracovištěm Přerov.

## Výpravní budova
Výpravní budova s folklorními prvky byla postavena v roce 1923. Patrová zděná stavba na půdorysu obdélníku stojí na bosovaném kamenném soklu. Je členěna vertikálně římsami z neomítaných cihel v kontrastu s omítanými plochami. Střecha je polovalbová s podlomenicí. Fasáda na straně do kolejiště je symetrická, se dvěma jednoosými vikýři s bedněnými štíty. Fasáda otevřená do ulice je nesymetrická se schodišťovým rizalitem a jedním vikýřem obdobné konstrukce jako na straně kolejiště.
V sousedství byla postavena přízemní stavba s obdobnou polovalbovou střechou, která byla určena pro záchodky.